# Будинок з мухами
Будинок з мухами (також відомий як Будинок з комахами) — історичний будинок в Києві на Володимирській вулиці, 93. Має охоронний статус щойно виявленого об’єкта культурної спадщини. У квітні 2023 року забудовник почав демонтаж пам'ятки.

## Історія
Садиба належала Марії Ромуальдівні Станіславській.
Через будівництво поруч у будинку з'явилися тріщини.
Рішенням КМДА від 2021 року занесений до Переліку об’єктів культурної спадщини та має охоронний статус щойно виявленого об’єкта культурної спадщини. У 2022 році Окружний адміністративний суд міста позбавив будинок цього статусу, однак рішення у цій справі так і не набрало чинности через подання апеляції Офісу Генерального прокурора.
У середині квітня 2023 року в будівлі розпочато роботи без погодження з Департаментом охорони культурної спадщини  КМДА. Офіційно роботи подано як «капітальний ремонт» на замовлення ОСББ «Володимирська, 93», однак депутат Київської міської ради Ксенія Семенова та  співзасновник памʼяткоохоронного хабу «Цегла» Дмитро Перов стверджують про початок демонтажу пам'ятки. Після звернень громадських активістів Міністерство культури та інформаційної політики закликало КМДА якомога швидше надіслати йому документи на внесення споруди до реєстру нерухомих пам'яток.
Попри вилучення будівельної техніки за приписом відповідних департаментів КМДА 20 квітня 2023 року та незважаючи на протести громадськости, втручання Національної поліції й Київської міської прокуратури представники забудовника й після цього продовжили розбирати будівлю, працюючи вручну, цілодобово й без вихідних.

## Опис
Будинок триповерховий, односекційний. Первісно, ймовірно, двоповерховий, третій поверх надбудовано пізніше.
Фасад лаконічного цегляного стилю з деякими елементами неоготики та неороманського стилю, наслідування ломбардської архітектури 12-14 ст. Розкріповка поділяє будинок на 4 прясла. Має щипці з трьома короткими пінаклями, що вкриті зубцями-мерлонами.
Карниз прикрашено аркатурним фризом із цегли. Міжповерховий карниз між другим та третім поверхами декоровано сухариками-дентикулами. Вікна мають прості лиштви. Сандрики з мініатюрними зубчиками-мерлонами повторюються над вікнами другого поверху. Сандрик із трикутною центральною частиною повторюється над вікнами третього поверху. 
Плафон сходової клітки оздоблено ліпними зображеннями (у стилі модерн) рослин та комах, серед яких гігантські мухи, які й дали назву будинку.

## Галерея

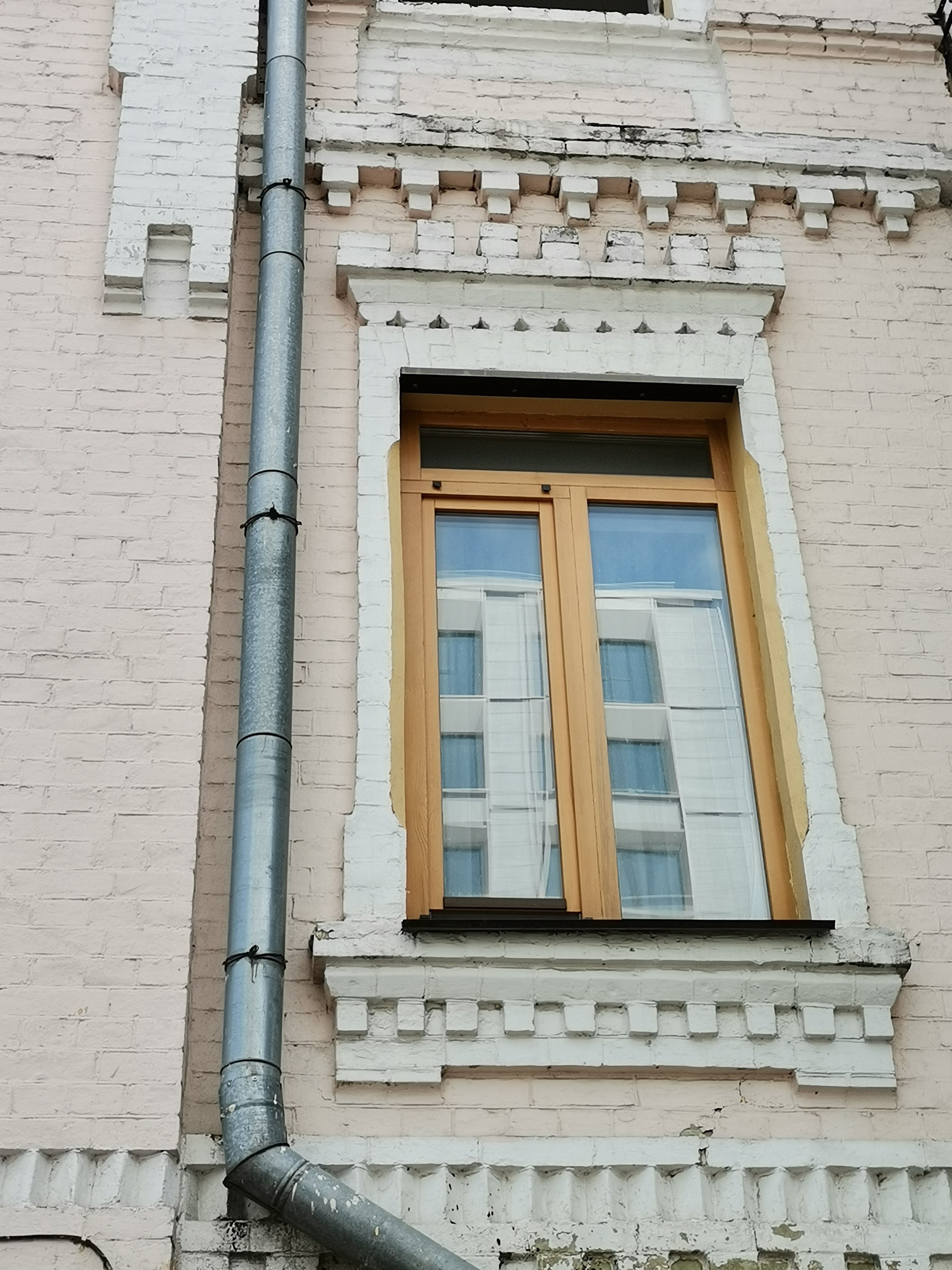
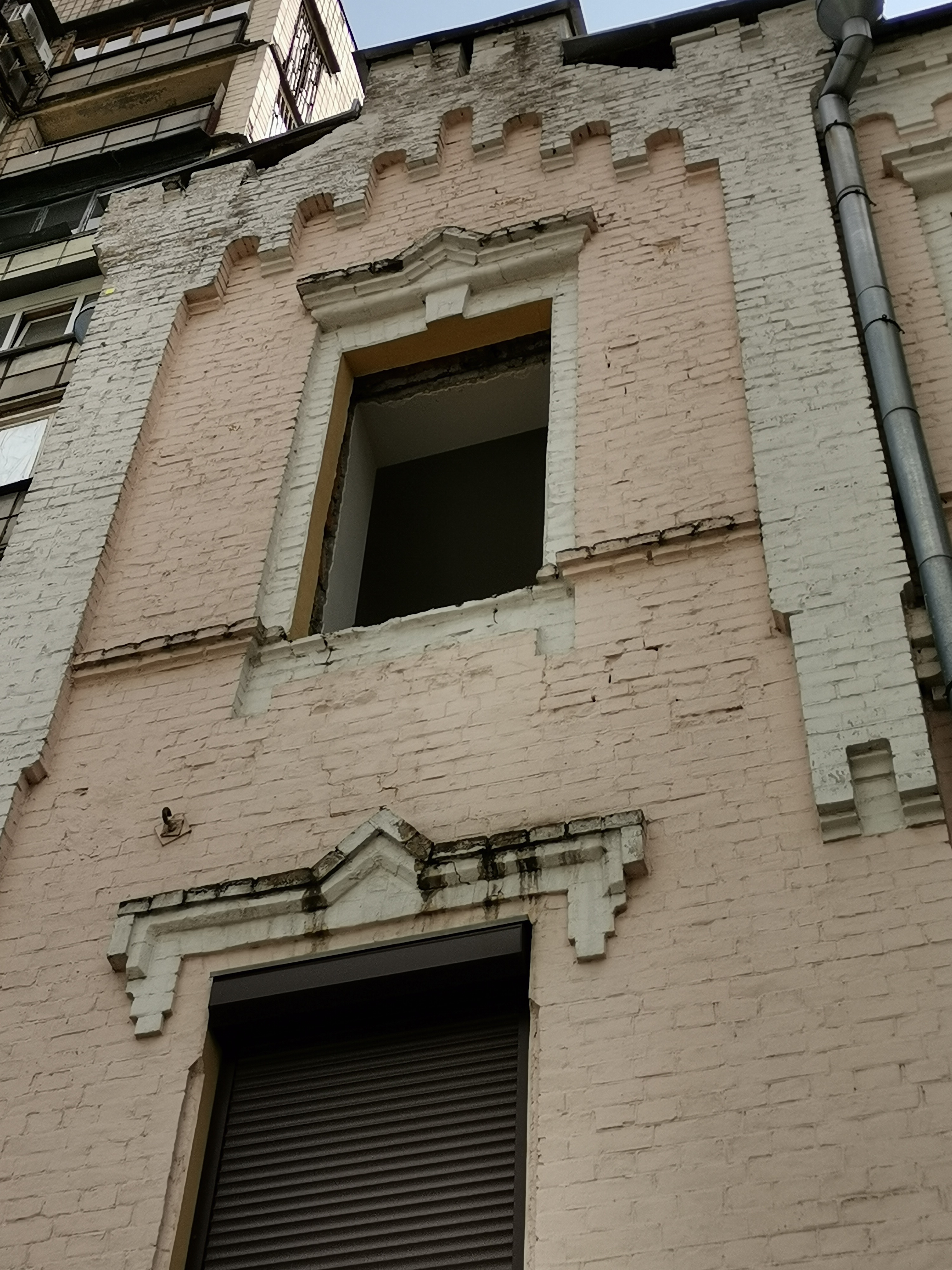